# 弾性
弾性（だんせい、英: elasticity）とは、外力によって生じた変形が除荷すると直ちに失われて元の形状に戻る性質をいう。固体について言われることが多い。
弾性は性質であって、それ自体は数値で表される指標ではない。弾性に係る指標としては弾性限界や弾性率などがある。弾性限界とは、元の形状に戻れる最大の変形や荷重のことでひずみや応力の値で示される。弾性率とは変形のしにくさであり、外力と変形もしくは応力とひずみの間の比で表し、バネ定数やヤング率もその一種である。
英語で弾性をelasticityというが、この語源はギリシャ語の「ελαστικος(elastikos:推進力のある、弾みのある)」に由来する。また、弾性と似た言葉として弾力や弾力性等の語がある。
現実に存在する物質は必ず弾性と同時に粘性を備える粘弾性体である。弾性のみを備える理想的な物質や粘性を無視できる状況の物質を弾性体と呼ぶことがある。特に履歴効果を無視できる物質を指して弾性体ということもある。

## 概要
固体材料は、変形がわずかなときは変形しても元に戻る、つまり弾性を示す。弾性の意味するところは本来応力とひずみの関係が一意的に定まっていることであり、必ずしも二者間の比例関係を指しているわけでは無いが、単に弾性とだけ書いてあっても、応力とひずみの比例関係である線型弾性を指していることが多い。これは弾性力学やその派生である構造力学、材料力学では主に線型弾性を持つ材料を研究対象にしてきたことに由来する。
材料が線型弾性を示すとき、応力 σ はひずみ ε に比例し、その比例定数を弾性率という。特に一方向に対する引っ張り（圧縮）変形に対する弾性率Eをヤング率 という。
σ = Eε　（フックの法則）
弾性か顕著で元の形状に戻る変形を弾性変形という。金属などは弾性変形とみなせるひずみの上限があり、変形がその範囲を逸脱すると形状が元にもどらない塑性変形を起こす。これを降伏と呼び、その限界点を弾性限界点または降伏点という。
ゴムのように、金属などに比べて大きな変形をする材料の弾性は　エントロピー弾性に分類され、金属材料等の示す弾性（エネルギー弾性）とは弾性の生じる原理が異なる。材料科学ではこのような物質をエラストマー（elastomer）と呼ぶ。

## 高弾性
一般的に、ゴム等の材料に対して「高弾性」という表現がある。「高弾性」とは弾性限界が大きいことを指す。

## 超弾性
超弾性とは、応力によって誘起されたマルテンサイト変態が、一定の温度条件下で逆変態しもとの形状に戻ることを指す。通常の弾性変形に比べて大きな変形を許容し、その変形はフック則に従わない。この性質を応用したのが形状記憶合金である。また特に弾性回復温度が常温以下の形状記憶合金は、超弾性合金とも呼ばれる。